# سین کارا
سین کارا Sin Cara کشتی‌گیر حرفه‌ای مکزیکی است که در ابتدا فردی بی‌نام بود. (از سال ۲۰۱۱ تا ۲۰۱۳) و لی پس از مدتی دبلیودبلیوئی یک مسابقهٔ مانی این د بنک گذاشت که او هم در آن مسابقه حضور داشت. سین کارا درمانی این د بنک توسط کشتی‌گیری به نام **شیمس** مصدوم شد و طولی نگذشت که دبلیودبلیوئی کشتی‌گیر حرفه‌ای دیگری به نام  جورج آریاس با لقب هونیکو(hunico) را که در fcw فعالیت می‌کرد را جایگزین لوییز یوریوکرد ولی پس از مدتی لوییز یوریو برگشت و با جورج آریاس در گیر شد و درویری آن‌ها تا سال ۲۰۱۳ ادامه داشت که بالاخره لوییز یوریو از این درگیری خسته شد و به مکزیک دوباره برگشت و با نام کاریستیکو مشغول شد و حال جورج آریاس از نام  سین کارا استفاده می‌کند. جورج آریاس فردی مکزیکی است که از دو زبان مکزیکی و ایالات متحده آمریکا استفاده می‌کند وی در سال ۲۰۱۴ یک بار قهرمان کمربندهای قهرمانی تگ تیم nxt به همراه کالیستو شد و یک بار هم جایزه بهترین درگیری را به خاطر شروع درگیری بین دو سین کارا برد و یک بار هم قهرمان کمربند fcw دو دو بار قهرمان کمربندهای تگ تیم fcw به همراه اپیکو و ۱ بار هم قهرمان کمربند تگ تیم ecw به همراه اپیکو شد.
جورج آریاس از سال ۱۹۹۹ وارد حرفهٔ کشتی کج شد و بانام میستیکو معروف بود ولی در همان دوران لوییز یوریو لقب میستیکو را از او دزدید و جرج از از لقب mistico de juarez استفاده می‌کرد ولی این لقب باعث نشد که او دوباره بتواند لقب خود را که میستیکو بود پس بگیرد پس ار لقب اینکوگنیتو (ناشناخته) استفاده کرد ولی در سال ۲۰۰۸ وارد دبلیودبلیوئی شد و تاکنون خودش شخصیت sin cara رو گرفته و با این نام شهرت جهانی پیدا کرده است. sin cara را پادشاه هایفلارها هم می‌نامند او به خاطر شخصیت مهربان و کمک رسانی‌هایش به افراد نیازمند و طرفدار دوستی شخصیت بسیار محبوبی شده است
 جوج آریاس خارج از کمپانی دبلیودبلیوئی قهرمانی‌های بسیاری داشته است. سین کارا هم‌اکنون در اسکمدان لایو فعالیت می‌کند و به عنوان بهترین هایفلار دبلیودبلیوئی و بهترین لوچادرو شناخته می‌شود.

## تأیید سین کارای اصلی توسط مردم
وقتی که لوییز برگشت که نام سین کارا رو پس بگیره جرج لقب رو بهش نمی‌داد و نام سین کارا رو برای خودش می‌خواست.
او معتقد بود که لوییز شخصیت قبلی او را دزدیده که البته درست هم می‌گفت و این باعث درگیری بین این دو شد لوییز به عنوان چهرهٔ مثبت و جرج به عنوان شخصیت منفی شناخته می‌شدند
درگیری‌های زیادی بین این دو لوچادر رخ داد تا این که لوییز توی یک مسابقهٔ ماسک در مقابل ماسک جورج را شکست داد و باید نام سین کارا رو برای خودش می‌برد و جورج از نام قبلبی اش که در ای سی دابلیو و اف سی دابلیو استفاده می‌کرد استفاده کرد یعنی هونیکو و باز هم با لوییز درگیر شد تا اینکه او را از دابلیو دابلیو ای بیرون کرد و خودش سین کارا شد و از نظر خیلی‌ها هم سین کارای برتر هست.
او تا حالا ری مستریو و کالیستو و خیلی از لدورهای دیگر را شکست داد ولی چونکه در کمپانی‌های خاصی نبود کسی متوجه نشد. در همان هفته سین کارا در اسمک دون ظاهر شد، و این بار حمله به جک اسواگر حمله کرد. هفته بعد در لندن، سین کارا با جان سینا برای شکست دادن، د میز و آلکس رایلی همکاری کرد. در روز ۱۷ ژوئیه، سین کارا مسابقات مانی این د بنک (ابهام‌زدایی) در تماشای پولی شرکت کرد، اما پس از خارج شدن از مسابقه با یک مصاحبه، موفق به کسب یک مسابقه قهرمانی سنگین‌وزن شد. روز بعد، دبلیودبلیوئی اعلام کرد که Sin Cara را به مدت ۳۰ روز برای اولین بار نقض برنامه Wellness خود متوقف کرده است.
بعداً Urive در یک مصاحبه ادعا کرد که او نمی‌داند چه چیزی آزمایش کرده است و تزریق معمولی برای زانو درد خود در مکزیک دریافت کرده است. Sin Cara در ۱۲ می ۱۲ام دبلیودبلیوئی اسمک‌داون بازگشت و تیسون کید را شکست داد. با این حال، با urive هنوز در خدمت تعلیق خود بود، برای این ظاهر سین کارا توسط جورج آریاس به تصویر کشیده شد. بعد از یک هفته، تصویربرداری از، Urive در روز ۲۰ اوت در رویداد زنده در تاکوما، واشینگتن، واشینگتن، با ماسک سین کارا بانجام شد.
در ۲۶ آگوست گزارش شد که urive از اسمک دان (دبلیودبلیوئی اسمک‌داون) به خانه‌اش فرستاده شده است، و آریاس بار دیگر در تلویزیون با ماسک سین کارا ظاهر می‌شود. در طول زمان Urive دور از دبلیودبلیوئی است و جورج اریاس به ظاهر سین کارا دنیل برایان را می‌زند.Urive در ۱۶ سپتامبر دبلیودبلیوئی اسمک‌داون، به عنوان سین کارا بازگشت و تصمیم گرفت با نسخه قبلی خود مبارزه کند. در ۱۹ سپتامبر، در Raw، سین کارای اصلی در مقابل کودی رودز قرار گرفت، اما قبل از شروع مسابقه، توسط آریاس مورد حمله قرار گرفت. در ۲۳ سپتامبر در اسمک دان سین کارای تقلبی، در جریان بازی با دانیل برین به سین کارای اصلی حمله کرد و دنیل برایان را شکست داد. هفته بعد، هونیکو با یک لباس سیاه جدید خود را نشان داد تا بتوانند دیگران او را از نسخه اصلی تشخیص دهد، در حالی که توضیح می‌دهد که او هویت سین کارا را از Urive سرقت می‌کند، همان‌طور که Urive هویت میستیکو را از او سرقت کرده است، منجر به یک مسابقه بین دو سین کارا می‌شود. برای تشخیص بیشتر دو شخصیت، دبلیودبلیوئی شروع به ارجاع به اصل به عنوان سین کارا "Azul" (آبی) و دیگری به عنوان Sin Cara "Negro" (سیاه) اشاره کرد.Sin Cara Azul در Pay-per-view در ۲ اکتبر، Sin Cara Negro را در یک بازی تک نفره شکست داد.
به دنبال ان Sin Cara Azul دوباره توسط Sin Cara Negro مورد حمله قرار گرفت. رقابت در مسابقات Mask vs. Mask در ۱۶ اکتبر در دبلیودبلیوئی اسمک‌داون در مکزیکو سیتی برگزار شد، جایی که Sin Cara Azul پیروز شد و پس از بازی با Sin Cara Negro به صورت ناخودآگاه sin cara negro از بین رفت. پس از آن، Sin Cara Negro نام خود را به Hunico تغییر داد، خود را با Camacho هماهنگ کرد و رقابت خود را با Sin Cara ادامه داد. در ۲۰ نوامبر، در سری Survivor Series، سین کارا و Hunico در طرف مقابل یک بازی تگ ۱۰ نفره قرار داشتند. سین کارا پس از شکستن تاندون تحت عمل جراحی قرار گرفت و بیش از شش ماه در آنجا ماند. آخر هفته Urive به عنوان Sin Cara علیه آلبرتو دل ریو در رویداد دبلیودبلیوئی live در تاریخ ۱۹ اکتبر ۲۰۱۳ به رقابت پرداخت.
در اواخر ژانویه ۲۰۱۴، Urive اعلام کرد که در ۱ فوریه به کشتی در مکزیک بازمی‌گردد و در مصاحبه‌ای با او خودش خروج از دبلیودبلیوئی را تأیید کرد. در ادامه Urive نیز ادعا کرد که او شخصیت Sin Cara را متعلق به خود و بازی‌های ضعیف خود را در دبلیودبلیوئی محکوم کرد.
با وجود این ادعاها، Hunico همچنان به مبارزه با سین کارا در دبلیودبلیوئی ادامه می‌دهد. urive اولین بازی بعد از دبلیودبلیوئی که به عنوان Sin Cara شناخته می‌شد. در مکزیک در AAA و CMLL اولین بازی‌های خود را انجام داد.Urive رسماً از دبلیودبلیوئی به تاریخ ۲۶ مارس ۲۰۱۴ جدا شد. پس از امضای قرارداد ورود به AAA در ماه فوریه Urive لقب خود را"Myzteziz" گذاشت.

#### جورج اریاس از (۲۰۱۳ تا کنون)
در ۲ دسامبر ۲۰۱۳، شخصیت Sin Cara به Raw بازگشت، و Arias دوباره لقب sin cara را به خود داد و آلبرتو دل ریو را شکست داد. او در همان اوایل پیروزی‌های معتددی داشت. پیروزی‌های پی در پی سین کارا توسط دل ریو در ۶ ژانویه ۲۰۱۴ در Raw خاتمه یافت. سین کارا سال ۲۰۱۴ پیشرفت زیادی داشت، سین کارا موفق به کسب جایزه André یادبود آندره د جاینت در رسلمانیا ۳۰ شد. سپس سین کارا به ان اکس تی فرستاده شد، جایی که او یک تیم را با کالیستو تشکیل داد که به نام "The Lucha Dragons" شناخته می‌شد
شرکت کرد اما موفق به دریافت آن جایزه نشد.
سین کارا پس از نردیک به ۹ سال حضور از کمپانی WWE درسال ۲۰۱۹ اخراج شد.
تنها افتخار او در این کمپانی قهرمانی کمربند تگ تیم NXT به همراه کالیستو بود. سین کارا از فسخ قرارداد خود راضی است؛ کشتی‌گیر سابق کمپانی WWE، سین کارا اخیراً در مصاحبه ای که با Comic BooK داشته است، وضعیت کنونی خود را، خوب و مطلوب اعلام کرد، و بیان کرد که از خروج از کمپانی WWE اصلاً ناراضی نیست، و رضایت کافی را دارد.